# Метростанция „Г. М. Димитров“
Метростанция „Г. М. Димитров“ е станция на Софийското метро. Станцията обслужва линии М1 и М4 и е въведена в експлоатация на 8 май 2009 г.

## Местоположение
Станцията е разположена на кръстовището на бул. „Г. М. Димитров“ и бул. „Драган Цанков“. Тя има два вестибюла, поместени в два наземни павилиона, както и подземна връзка с подлези под бул. „Драган Цанков“ и бул. „Св. Климент Охридски“ и общо има 4 вход/изхода.
| № | Име на вход/изход                | Достъпност                                                            |
| - | -------------------------------- | --------------------------------------------------------------------- |
| 1 | ж.к. Дианабад                    | наземен павилион и асансьор за подлезния вход/изход                   |
| 2 | бул. Г. М. Димитров              | асансьор                                                              |
| 3 | бул. Св. Климент Охридски        | наземен павилион и асансьор за подлезния вход/изход вътре в павилиона |
| 4 | ж.к. Младост 1 (ж.к. Мусагеница) | асансьор                                                              |

## Архитектурно оформление
Архитект на станция е Красен Андреев. Станцията е подземна, с дължина на перона 105 m. Оформена е с облицовки и настилки от кафяв и бежов гранитогрес и окачени тавани над пероните, изработени от еталбонд. Станцията е с два странични перона, нисък плафон и четири касови зали – две в наземните павилиони и две в подлезите. Касовите зали в подлезите са свързани единствено с перона в посока центъра на града, като източният подлез има и изход на площада пред павилиона.
Павилионите са светли и просторни, със стъклени стени и служебни помещения, разположени в дъното им спрямо входовете. В северната стена на южния павилион ще бъде интегриран спирков навес за най-натоварената автобусна спирка до станцията в посока „Студентски град“.

## Връзки с градския транспорт

### Автобусни линии
Метростанция „Г. М. Димитров“ се обслужва от 9 автобусни линии от дневния градски транспорт и 1 линия от нощния транспорт:
- Автобусни линии от дневния транспорт: 67, 69, 70, 88, 123, 280, 288, 294, 413
- Автобусни линии от нощния транспорт: N2

### Трамвайни линии
До метростанцията се намират останките от трамвайното трасе към ж.к. „Дианабад“.